# Microsoft Flight Simulator 2000
O MS Flight Simulator 2000 é um simulador de aviação civil lançado em 1999, pela companhia desenvolvedora de softwares da Microsoft. Como ja havia ocorrido seus antecessores o Flight Simulator 2000, chegava provando que a Microsoft estava cada vez melhor no ramo desse simulador.

## Características
No painel de suas aeronaves foi aplicado uma interação, onde o usuário usando o mouse podia interagir com os instrumentos principais da aeronave. 
O jogo permitia o uso de um Joystick em forma de Manche, o que dava ainda maior  realismo ao simulador. 

### Aeronaves
O simulador contava com aeronaves famosas como o Boeing 777, Boeing 737, além de monomotores e bimotores de diversas empresas como a Cessna. Contudo, um de seus maiores trunfos era o supersônico Concorde.